# تشارلز جي. نويز
تشارلز جي. نويز هو محامي وسياسي أمريكي، ولد في 7 أغسطس 1841 في هافر هيل في الولايات المتحدة، وتوفي في 16 أكتوبر 1910. نشط حزبياً في الحزب الجمهوري. وقد انتخب عضو مجلس ولاية ماساتشوستس ‏ وانتخب عضو مجلس نواب ماساتشوستس ‏.